# 扎卡里·拉加
扎卡里·拉加（英語：Zachary Lagha，1999年4月15日—），加拿大花样滑冰运动员，2016年冬青奥会团体铜牌得主、2019年世界青年锦标赛冰舞金牌得主、2023年四大洲锦标赛冰舞铜牌得主。